# Marché Jean-Talon

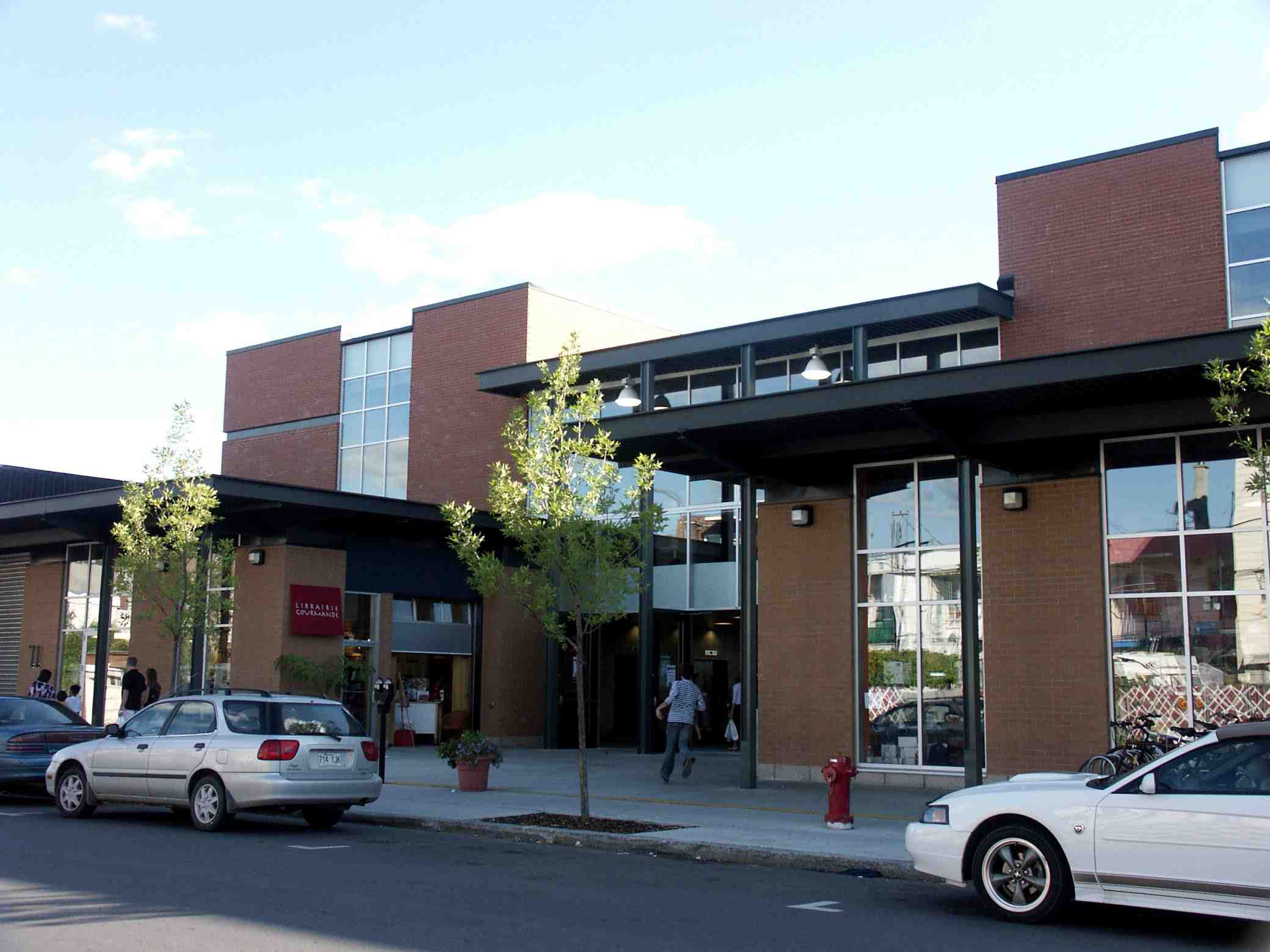
Entrada principal na avenida Henri-Julien

O marché Jean-Talon (mercado Jean Talon) é um mercado público no centro do distrito Petite Italie de Montreal, na província de Quebec, Canadá. Recebeu este nome em homenagem a Jean Talon, primeiro intendente (governador) da Nova França.
A Corporação de gestão dos mercados públicos de Montreal (CGMPM) o descreve como o mercado ao ar livre mais importante da América do Norte.
Importantes obras aconteceram no início dos anos 2000, fazendo com que uma grande parte do mercado esteja agora coberta e comporte um estacionamento subterrâneo.

## Atividades

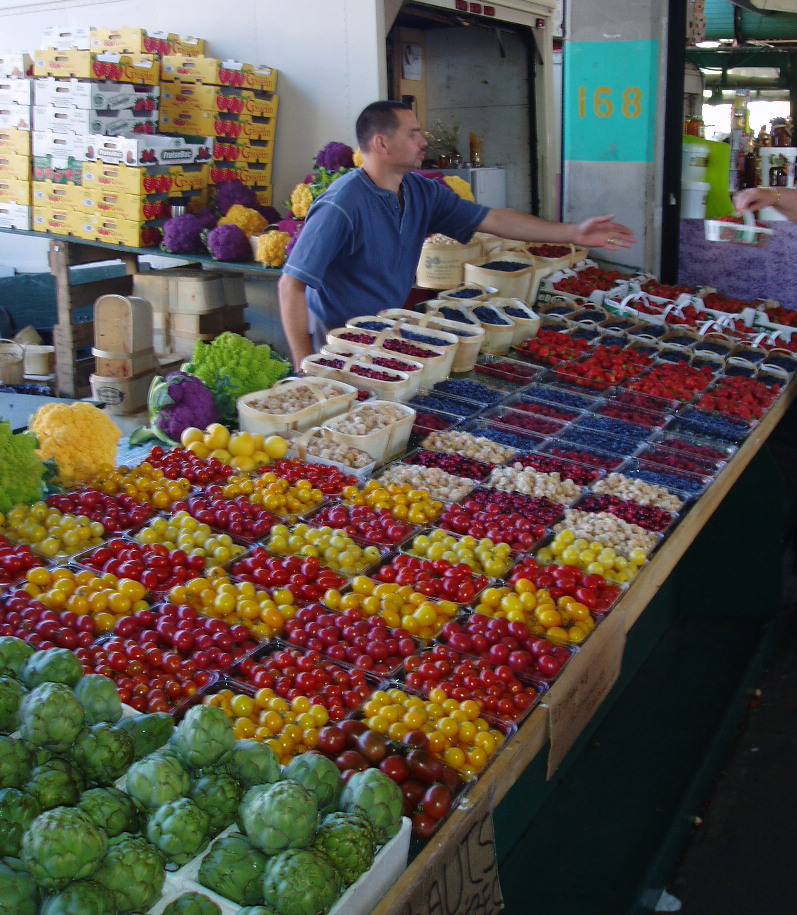
Banca de frutas

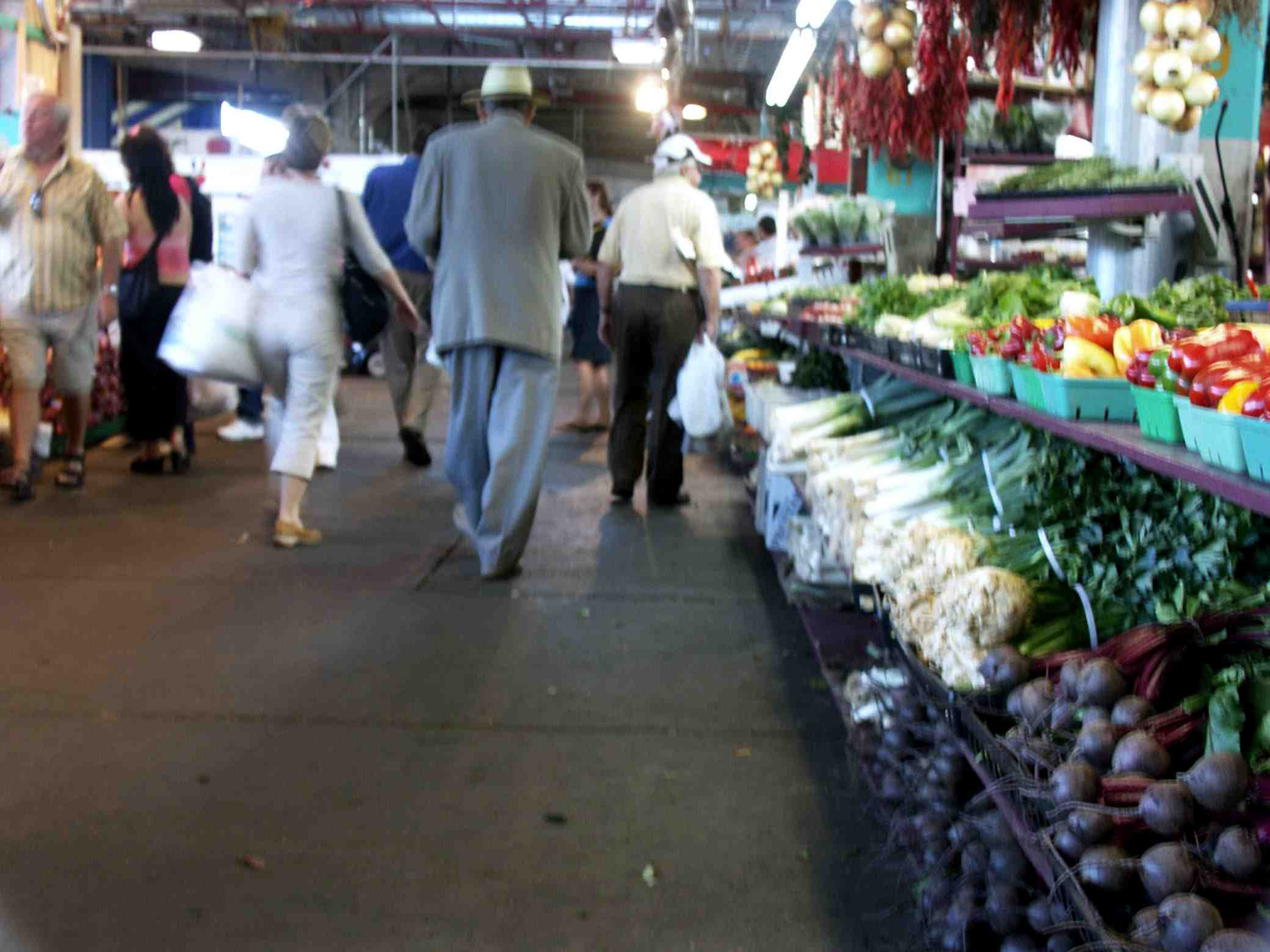
Vista interior

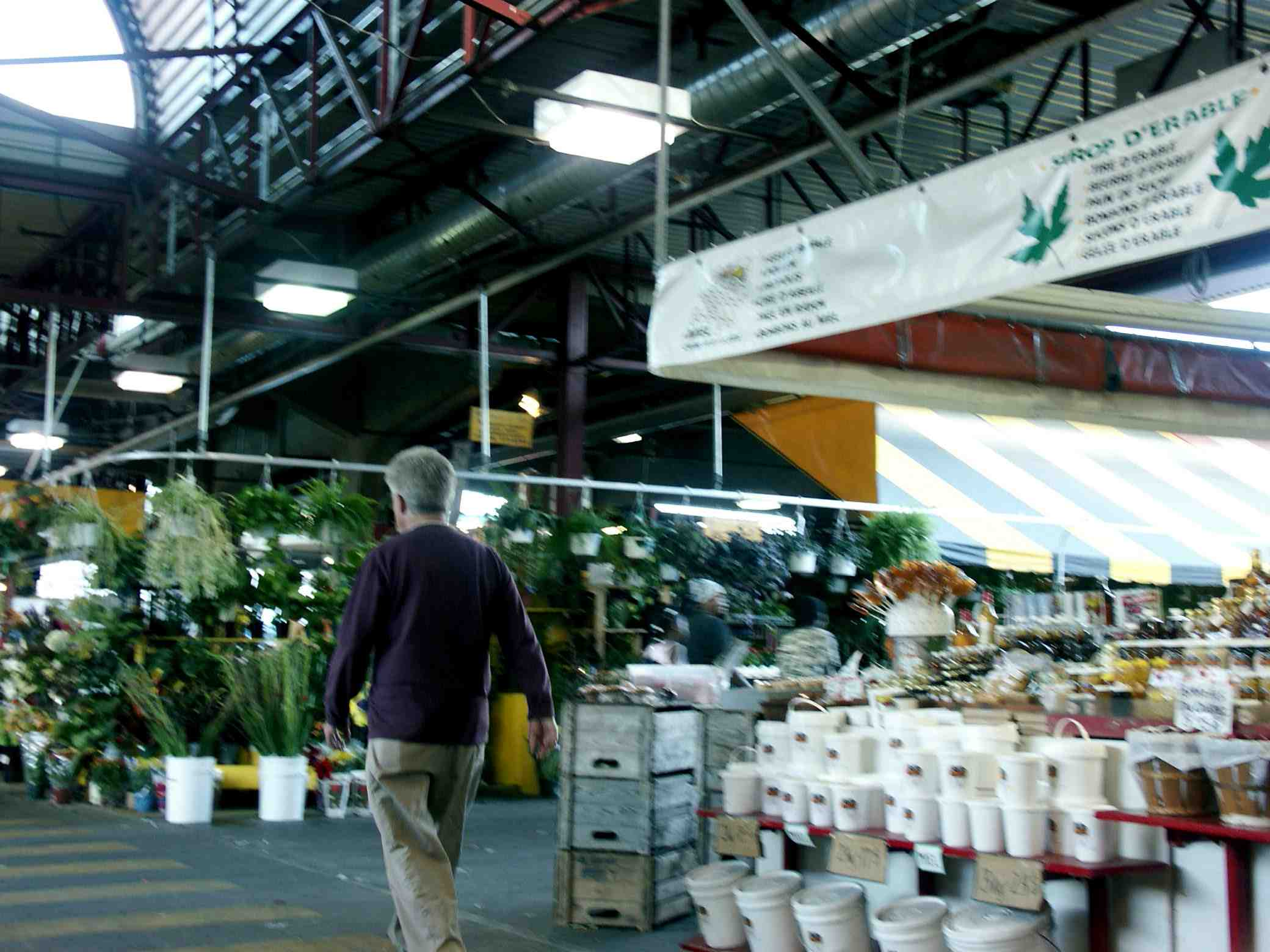
Vista interior em outro corredor

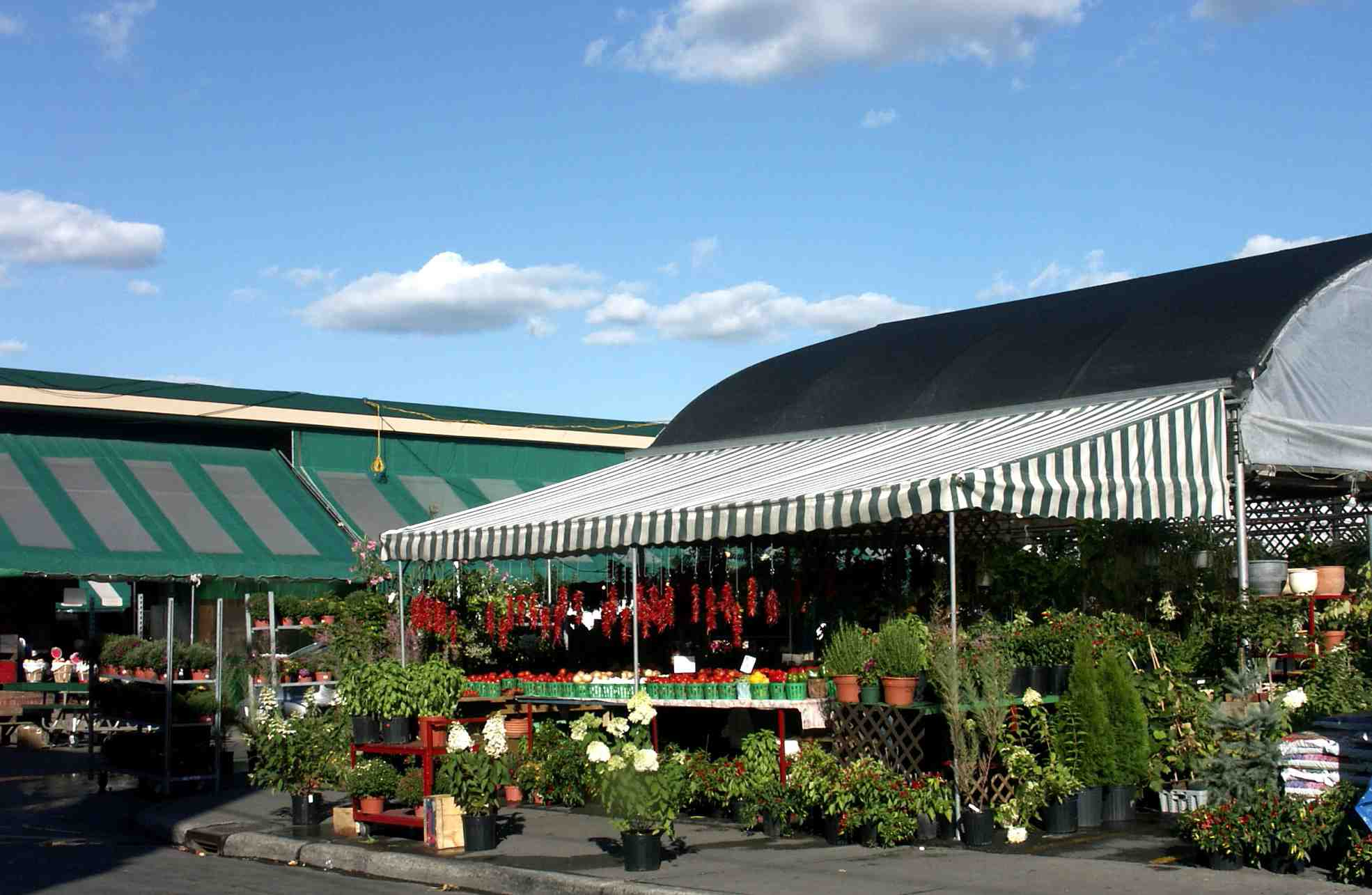
Vista exterior a partir de noroeste do mercado

Agricultores e artesãos comercializam seus produtos no mercado Jean Talon. Em particular, encontra-se grande variedade de plantar e flores ornamentais e frutas. Vários comércios foram acrescentados, fazendo com que o mercado agora conte com peixarias, panificadoras, etc.

## Acesso
Situa-se `a praça Marché-du-Nord, próximo à rua Jean Talon e próximo à praça Saint-Hubert e da estaçao Jean Talon. Uma pista ciclística lhe dá acesso sobre a rua Boyer, a leste do mercado.
No verão de 2005, houve um debate sobre a questão de tornar a rua de acesso ao mercado exclusiva para pedestres aos fins de semana.